# Lumber River
Der Lumber River ist ein 199 km langer linker Nebenfluss des Little Pee Dee River in den US-Bundesstaaten North Carolina und South Carolina.

## Flusslauf
Der Lumber River entsteht am Zusammenfluss von Drowning Creek und Buffalo Creek 13 km westlich von Raeford im Süden von North Carolina. Den Hauptquellfluss bildet der Drowning Creek. Der Lumber River fließt anfangs nach Süden. Nahe Maxton wendet sich der Fluss nach Südosten. Er passiert die Kleinstadt Lumberton. Anschließend fließt er ein kurzes Stück in Richtung Südsüdost, bevor er nach Südwesten abbiegt. Der Lumber River trifft schließlich 7 km östlich von Mullins auf den von Nordwesten heranfließenden Little Pee Dee River. Die letzten 25 Flusskilometer liegen in South Carolina. Der Lumber River weist entlang seines gesamten Laufes ein stark mäandrierendes Verhalten auf mit zahlreichen engen Flussschlingen und Altarmen. Am Unterlauf befindet sich in North Carolina der Lumber River State Park.

## Hydrologie
Am Abflusspegel 02134900 an der Brücke der U.S. Route 76 8 km oberhalb der Mündung beträgt der mittlere Abfluss (MQ) 52,7 m³/s (2017–2023).

## Ökologie
Im Oktober 2023 wurde gemeldet, dass im Lumber River Apfelschnecken (Ampullariidae) gefunden wurden. Die Vertreter dieser in den Tropen und Subtropen heimischen Süßwasserschnecken-Familie gelten als invasive Arten, die schon in das Ebrodelta in Spanien eingeschleppt wurden und schwere wirtschaftliche Schäden in Reisplantagen und im Getreideanbau anrichten. Die Schnecken stellen eine Bedrohung für die dort heimische Tierwelt dar. Die Eier der Schnecken besitzen Gifte, die beim Menschen zu Haut- und Augenreizungen führen. Die Schnecken können von Nematoden parasitiert werden, die beim Menschen bei rohem oder ungekochtem Verzehr zu tödlichen Gehirnentzündungen führen können.